# 身代金
身代金（みのしろきん、英語: ransom）とは、人質の解放と引き換えに支払われる金銭のこと。一般には身代金と表記されるが、現代の刑法では身の代金と表記されており、公的な資料では「の」を挿入して表記される場合が多い。

## 概要
身代金は、誘拐された人を解放させる場合に、対価として差し出される金銭である。
日本において誘拐犯は、身代金の受け渡し時に警察に確保される場合が多い。それゆえ身代金目的の誘拐が成功する可能性は低いとされる。戦後日本で未解決となった身代金目的の誘拐事件は1984年の江崎グリコ社長誘拐事件や1987年の功明ちゃん誘拐殺人事件など8件のみと97％近い解決率であり、8件とも身代金奪取には成功していないため、犯人から見た成功率は0％である（1960年に起こった吉展ちゃん誘拐殺人事件は犯人が身代金奪取に成功した上で身代金の受け渡し現場から逃亡したために迷宮入り寸前になっていたが。1963年に犯人が逮捕されて解決した）。ただし、これはあくまで捜査機関によって認知された身代金目的誘拐の成功率であり、誘拐の被害にあった家族等が、犯人の脅迫に屈して捜査機関に届け出ず、秘密裏に犯人に身代金を渡して解決した事例が隠されている可能性がある。なお、刑法（第225条の2）では身の代金を目的とした誘拐（身の代金目的略取等の罪）は他の誘拐よりも比較して重い刑罰（無期又は3年以上の懲役）が課せられる。
過去に要求された身代金で最も高額だったのは1973年12月にアルゼンチンで米国エクソン石油の総支配人が過激都市ゲリラに誘拐され、3ヶ月後に解放された際に支払われた1420万ドル（約42億6000万円）である。
特異な事件としては、アメリカ・ユタ州で中国人留学生が行方不明になり2023年12月31日に発見されたケースで、この留学生は、何者かからの指示によってホームステイ先を自ら離れ、本国である中国に滞在する家族が身代金を支払うよう脅迫を受け、8万ドルを中国の銀行口座に振り込んでいた。地元の警察当局と連邦捜査局(FBI)は、誘拐を装い金銭を要求する「サイバー誘拐」事件として捜査を行っており、過去にも中国人留学生がこの手の事件の標的になるケースが報告されていたという。